# David Seidler
David Seidler (* 4. August 1937 in London; † 16. März 2024 in Neuseeland) war ein britisch-amerikanischer Drehbuchautor jüdischer Abstammung. Ab Mitte der 1980er Jahre war er als Autor für mehr als ein Dutzend US-amerikanische Fernsehproduktionen tätig, überwiegend Dramen. Nachhaltige Bekanntheit brachte ihm sein Oscar-prämiertes Drehbuch zu Tom Hoopers Historiendrama The King’s Speech (2010) ein.

## Leben

### Übersiedlung in die Vereinigten Staaten und Arbeit als Drehbuchautor
David Seidler wurde als Sohn des Pelzhändlers Bernard Seidler in London geboren, wo er als Einzelkind aufwuchs. Seine Eltern gehörten eigenen Angaben zufolge der britischen Mittelschicht an und er wurde überwiegend von einem Kindermädchen erzogen. Anfang des Zweiten Weltkriegs übersiedelte Seidlers Familie aus Angst vor deutschen Luftangriffen von London in die Kleinstadt Lingfield (Surrey), später mit einem Schiffskonvoi nach New York, wo der Vater ein Büro unterhielt. Seine Großeltern väterlicherseits kamen während des Holocaust ums Leben. Ab der Atlantiküberquerung – während der der Konvoi von einem deutschen U-Boot angegriffen wurde – begann Seidler zu stottern. Um ihren Sohn aufzubauen, ließen die Eltern ihn die Radioansprachen des britischen Königs Georg VI. verfolgen, der selbst unter heftigem Stottern gelitten hatte. Gleichzeitig absolvierte Seidler in den 1940er Jahren eine Sprachtherapie. Sein Stottern bekam er allerdings erst als Jugendlicher – unter anderem unter Zuhilfenahme von Flüchen – in den Griff.
In New York ging Seidler gemeinsam mit dem späteren Filmregisseur Francis Ford Coppola zur Schule. Er wechselte auf das College der Cornell University, die er bis 1959 besuchte. Dort zählte er unter anderem Thomas Pynchon zu seinem Bekanntenkreis. Wie Pynchon visierte Seidler eine Karriere als Autor an und zählte die Übersetzung von synchronisierten japanischen Horrorfilmen zu seinen ersten Aufträgen. Ab Mitte der 1960er Jahre wirkte Seidler als Drehbuchautor an einigen Folgen von Die Abenteuer der Seaspray (1965–1967) mit. Die Serie, die über einen verwitweten Schriftsteller (gespielt von Walter Brown) handelt, der mit seinen Kindern abenteuerliche Segeltörns durch die Südsee unternimmt, führte Seidler selbst in die Pazifikregion. Auf Fidschi war er daraufhin als politischer Berater für die dortige Regierung tätig, ehe er in die Vereinigten Staaten zurückkehrte und für mehrere Jahre in der Werbeindustrie Arbeit fand.
Ende der 1970er Jahre übersiedelte Seidler mit seiner zweiten Ehefrau Jacqueline Feather nach Los Angeles („Ich hatte nicht wirklich Geld, keinen Namen, keine echte Karriere“). Dort stellte er 1979 ein Drehbuch über das Leben Preston Tuckers (1903–1956) fertig. Der amerikanische Autobauer und Selfmademan hatte Ende der 1940er Jahre einen modernen und preiswerten Personenkraftwagen konstruiert, war aber im Machtkampf mit der Großindustrie unterlegen. Die Filmrechte an der Geschichte lagen bei Seidlers ehemaligem Schulfreund Francis Ford Coppola, den der Autor für ein Drehbuch begeistern konnte. Tucker, mit Jeff Bridges in der Titelrolle, gelangte jedoch nicht vor 1988 in die Kinos. Vom film-dienst als enthusiastischer und bekenntnishafter Film über den „amerikanischen Traum“ gelobt, errang die Filmbiografie mehrere Filmpreise und wurde für drei Oscars nominiert, war aber finanziell nicht erfolgreich.
Seidler konnte auf Anhieb nicht an den vorangegangenen Kinoerfolg anknüpfen. Er zerstritt sich mit Tucker-Regisseur Coppola und war mit seiner Ehefrau Jacqueline Feather fortan überwiegend auf das Schreiben von Drehbüchern für Fernsehproduktionen abonniert. Bereits 1985 hatten sich beide mit dem Skript zum Emmy-nominierten Fernsehfilm Verrücktes Hollywood einer fiktiven Begegnung der rivalisierenden Hollywood-Klatschkolumnistinnen Hedda Hopper und Louella Parsons (dargestellt von Jane Alexander und Elizabeth Taylor) angenommen. Neben weiteren Biografien wie Onassis, der reichste Mann der Welt (1988) und Soraya (2003) mit Raúl Juliá beziehungsweise Anna Valle in der Titelrolle folgten ab Mitte der 2000er Jahre auch Drehbücher für die Action- und Fantasystreifen Son of the Dragon (2006) und Kung Fu Killer (2008). Seidler und Feather trennten sich privat und beruflich nach dreißig Jahren Ehe.

### Erfolg mit „The King’s Speech“
Der große Erfolg als Drehbuchautor im Kino stellte sich mit dem Historiendrama The King’s Speech (2010) ein. Für die Recherche zum britischen König Georg VI. (gespielt von Colin Firth), der mit Hilfe des unkonventionellen Lionel Logue (Geoffrey Rush, den Seidler selbst für die Rolle im Sinn hatte) sein Stottern überwindet, hatte Seidler bereits Jahrzehnte vor Realisierung des Films begonnen. Durch einen Freund in London hatte er Anfang der 1980er Jahre Kontakt zum Hirnchirurgen Valentine Logue, einem Sohn des australischen Sprachtherapeuten, aufgenommen. Dieser hatte ihm seine Unterstützung für die Entwicklung eines Skripts zugesagt, sofern die noch lebende Königinmutter Elizabeth ihr Einverständnis geben würde. Seidler nahm Kontakt mit der Witwe Georgs VI. auf, die ihn aber 1982 postalisch darum bat, die Geschichte nicht zu ihren Lebzeiten zu veröffentlichen, da die Erinnerungen daran zu schmerzvoll gewesen wären.
Der Drehbuchautor respektierte diese Entscheidung und nahm die Arbeit erst wieder Ende 2005 auf, drei Jahre nach dem Tod der Königinmutter im Alter von 101 Jahren. Die Fortsetzung zu The King’s Speech ging laut Seidler mit einer ihm gestellten Rachenkrebsdiagnose einher, die erfolgreich therapiert wurde. Da er den Kontakt zu Hinterbliebenen Logues verloren hatte und dessen Notizbücher verschollen waren, recherchierte er viel über König Georg VI. Gleichzeitig arbeitete er eigene Erlebnisse seiner in den 1940er Jahren durchlaufenen Sprachtherapie mit ein und profitierte eigenen Angaben zufolge von den Erinnerungen eines Onkels, der selbst wegen Sprachproblemen bei Logue in Behandlung gewesen war. Auf Anraten seiner damaligen Frau Jacqueline Feather arbeitete Seidler einen ersten Entwurf zu einem Theaterstück um, um das Skript zu vereinfachen. Über den Londoner Dramatiker Tom Minter ging das Drehbuch an britische Filmproduzenten, die daraufhin eine Realisierung als Kinoproduktion planten. Am Londoner Pleasance Theatre wurde 2008 außerdem von einer französischen Theaterkompanie eine Lesung von The King’s Speech abgehalten, an der auch die Mutter des britischen Regisseurs Tom Hooper teilnahm. Hoopers Mutter machte ihren Sohn auf den Stoff aufmerksam und er übernahm wenig später die Regie.
Acht Wochen vor den Dreharbeiten zum Film machten die Szenenbildner Hinterbliebene Lionel Logues ausfindig, die neben Original-Papieren auch das Tagebuch zur Sprachtherapie Georg VI. und ein medizinisches Gutachten über den König besaßen. Seidler arbeitete daraufhin einige Teile des Drehbuchs um, teilweise unter Verwendung von Originalzitaten aus dem Tagebuch. Der Film wurde bei seiner Veröffentlichung von der Kritik positiv aufgenommen und mehrfach ausgezeichnet. Sein Drehbuch brachte Seidler mehrere Filmpreise ein, darunter die Auszeichnung der Broadcast Film Critics Association, den British Independent Film Award, den British Academy Film Award und den Oscar. Letztgenannte Auszeichnung nahm der 74-Jährige 2011 als bis dahin ältester Preisträger in der Kategorie „Bestes Originaldrehbuch“ entgegen. Ein Jahr später sollte Seidlers Altersrekord jedoch durch den 76-jährigen Woody Allen (Midnight in Paris) überboten werden.
Knapp ein Jahr nach dem Erfolg von The King’s Speech bei der Oscarverleihung feierte Seidlers ursprüngliche Theaterfassung ihre Uraufführung am Yvonne Arnaud Theatre in Guildford, Surrey unter der Regie von Adrian Noble. Die Hauptrollen übernahmen Charles Edwards (Georg VI.), Jonathan Hyde (Logue) und Emma Fielding (Elizabeth). Nach einer Tournee durch das Vereinigte Königreich wurde The King’s Speech schließlich ab dem 27. März 2012 am Wyndham’s Theatre im Londoner West End aufgeführt. Trotz hervorragender Kritiken fand Seidlers Theaterstück so kurz nach der Filmversion keine große Resonanz beim Publikum, weshalb es zum 12. Mai 2012 vom Spielplan genommen wird.
Eine deutschsprachige Version des Stückes wurde in der Spielzeit 2012/2013 in den Wiener Kammerspielen aufgeführt.
David Seidler war mehrfach verheiratet. Aus seiner ersten Ehe ging ein Sohn hervor. Er ist außerdem Vater einer Tochter.

## Filmografie (Auswahl)
- 1965–1967: Die Abenteuer der Seaspray (Adventures of the Seaspray, Fernsehserie)
- 1985: Verrücktes Hollywood (Malice in Wonderland, TV)
- 1988: Onassis, der reichste Mann der Welt (Onassis: The Richest Man in the World, TV)
- 1988: Schuld und Fluch (My Father, My Son, TV)
- 1988: Tucker
- 1995: Glaub mir! (Dancer in the Dark, TV)
- 1997: Liebe zwischen Lüge und Betrug (Lies He Told, TV)
- 1998: Goldrausch (Goldrush: A Real Life Alaskan Adventure, TV)
- 1999: Der König und ich (The King and I)
- 1999: Come On, Get Happy: Die Partridge Familie (Come On, Get Happy: The Partridge Family Story, TV)
- 1999: Madeline: Verschollen in Paris (Madeline: Lost in Paris)
- 2003: Soraya (TV)
- 2006: Son of the Dragon (Fernsehmehrteiler)
- 2008: Kung Fu Killer – Teil 1 & 2 (Kung Fu Killer, TV)
- 2010: The King’s Speech

## Auszeichnungen
- 1989: Writers Guild of America Award für Onassis, der reichste Mann der Welt (Kategorie: „Adapted Long Form“)
- 2010: British Independent Film Award für The King’s Speech (Bestes Drehbuch)
- 2010: San Francisco Film Critics Circle Award für The King’s Speech (Bestes Originaldrehbuch)
- 2010: Southeastern Film Critics Association Award für The King’s Speech (Bestes Originaldrehbuch)
- 2010: St. Louis Gateway Film Critics Association Award für The King’s Speech (Bestes Originaldrehbuch)
- 2011: Broadcast Film Critics Association Award für The King’s Speech (Bestes Originaldrehbuch)
- 2011: Golden-Globe-Nominierung für The King’s Speech (Bestes Drehbuch)
- 2011: British Academy Film Award für The King’s Speech (Bestes Originaldrehbuch)
- 2011: Oscar für The King’s Speech (Bestes Originaldrehbuch)